# Пантелеев, Олег Евгеньевич
Олег Евгеньевич Пантелеев (21 июля 1952, Житниковское, Курганская область — 15 сентября 2016, Москва) — российский государственный и партийный деятель, член Совета Федерации Федерального Собрания Российской Федерации от исполнительного органа государственной власти Курганской области (2001—2014).

## Биография
Олег Евгеньевич Пантелеев родился 21 июля 1952 года в селе Житниковском Житниковского сельсовета Чашинского района Курганской области, ныне село входит в Каргапольский муниципальный округ той же области.
В 1970 году окончил Чашинскую среднюю школу.
В 1975 году окончил Курганский сельскохозяйственный институт по специальности ученый агроном.
В 1975—1976 годах работал агрономом совхоза «Житниковский» Каргапольского района.
В 1976—1979 годах — инструктор, в 1979—1981 годах — заведующий отделом рабочей и сельской молодёжи Курганского областного комитета ВЛКСМ.
В 1978 году вступил в КПСС.
В 1981—1982 годах находился в командировке в Демократической Республике Афганистан в должности советника ЦК ВЛКСМ.
С 1983 по 1987 год работал инструктором Курганского областного комитета КПСС, с 1987 по 1993 год — на руководящих офицерских должностях в службе внешней разведки России. Служил в Первом главном управлении КГБ СССР. Полковник.
В 1990 году окончил Краснознаменный институт КГБ СССР им. Ю. В. Андропова по специальности экономист-международник.
В 1990—1993 годах — эксперт объединения «Лицензинторг» Министерства внешнеэкономических связей.
В 1993 году было создано представительство Курганской области при Правительстве Российской Федерации, и он стал его первым руководителем и одновременно заместителем губернатора Курганской области.
С 2001 года являлся членом Совета Федерации Федерального Собрания Российской Федерации — представителем от исполнительного органа государственной власти Курганской области. Был заместителем председателя, членом Комитета по делам СНГ, первым заместителем председателя Комитета Совета Федерации по регламенту и организации парламентской деятельности, членом Европарламента, принимал участие в работе делегации Совета Федерации в Парламентской Ассамблее Организации Договора о коллективной безопасности и Ассамблее ЕврАзЭС. Входил в состав парламентской комиссии по расследованию причин и обстоятельств совершения теракта в Беслане 1—3 сентября 2004 года. С марта 2007 года возглавлял совместную комиссию по сотрудничеству Совета Федерации и парламента Республики Таджикистан.
С 2002 по 2008 годы избирался секретарём Политсовета партии «Единая Россия», был членом Генерального Совета партии, членом Политсовета Курганского регионального отделения партии.
С сентября 2014 года до сентября 2016 года находился в должности первого заместителя Губернатора Курганской области — руководителя Представительства Курганской области при Правительстве Российской Федерации.
Олег Евгеньевич Пантелеев скончался в ночь на 16 сентября 2016 года в больнице в Москве. За полмесяца до смерти простудился, простуда обернулась тяжелой пневмонией. В последние дни он находился в коме и скончался, не выходя из неё. Похоронен на Троекуровском кладбище района Очаково-Матвеевское Западного административного округа города Москвы.

## Награды и звания
- Орден Дружбы (20 апреля 2006) — за активное участие в законотворческой деятельности и многолетнюю добросовестную работу[9]
- Медаль ордена «За заслуги перед Отечеством» II степени (2 июня 2001) — за большой вклад в социально-экономическое развитие области[10]
- Медаль «В память 850-летия Москвы»
- Медали «За безупречную службу» I, II, III степени
- Три медали Демократической Республики Афганистан
  - Медаль «10 лет Саурской революции»
  - Медаль «Воину-интернационалисту от благодарного афганского народа»
- Почётная грамота Президента Российской Федерации (30 декабря 2012) — за активную законотворческую деятельность и многолетнюю добросовестную работу[11]
- Почётная грамота Правительства Российской Федерации (26 января 2010) — за активное участие в законопроектной деятельности и развитие парламентаризма[12]
- Лауреат национальной премии Русского географического общества «Хрустальный компас» за реализацию этого проекта (2003)[13]
- Почётный гражданин Курганской области (16 января 2018) — за выдающиеся заслуги в развитии отраслей экономики и социальной сферы, способствующие повышению известности и авторитета Курганской области
- Орден «Содружество» (2012, МПА СНГ)[14]

## Увлечения
Увлекался фотоанималистикой. Был президентом Союза фотографов-натуралистов, одним из организаторов и авторов традиционной фотовыставки международного конкурса «Золотая черепаха», общероссийских фестивалей природы «Первозданная Россия», «Самая красивая страна», «Живая природа». Его фотоработы публиковали различные издания и специализированные фотожурналы. Первую фотокамеру «Фотокор» Олегу подарили, когда ему исполнилось 9 лет. В 2007 году изготовил технический комплекс для создания фотоснимков на большом расстоянии. Штатив с фотоаппаратом устанавливается в месте непосредственного обитания зверей, а сам фотограф оборудует пункт наблюдения на значительном удалении. При помощи радиосигнала изображение с подвижной камеры передается на удаленный монитор, фотограф делает снимок под нужным углом и оценивает его качество на дисплее.
Увлекался охотой, подстрелил самого крупного в мире оленя и стал чемпионом.

## Семья
- Отец — директор Житниковского детского дома
- Мать — директор Житниковской средней школы
- Жена — врач-невропатолог
- Дочь — преподаватель иностранных языков
- Сын

## Санкции
Указом Президента Украины № 133/2017 от 15 мая 2017 года Олег Пантелеев включён в список физических лиц, против которых Украина вводит санкции, он фигурирует в списке под номером 502. Сроком на 1 год ему запрещён въезд на территорию Украины.
Фигурировал в санкционных списках Евросоюза и США. Был исключён из европейского списка после смерти.